# كفر الحجازي
قرية كفر الحجازي هي إحدى القرى التابعة لمركز ميت غمر في محافظة الدقهلية في جمهورية مصر العربية. حسب إحصاءات سنة 2006، بلغ إجمالي السكان في كفر الحجازي 1287 نسمة، منهم 633 رجل و654 امرأة.